# Brendan Hines-Ike
Brendan Hines-Ike (30 november 1994) is een Amerikaans voetballer die bij voorkeur als centrale verdediger speelt. In juli 2018 ondertekende hij een contract voor vijf seizoenen bij KV Kortrijk, dat hem sinds maart 2021 uitleent aan DC United.

## Clubcarrière

### VS &  Örebro SK
Hines-Ike werd geboren als zoon van een Amerikaanse vader en een Ierse moeder. Hij begon te voetballen bij Chivas USA. Na een passage bij Creighton Bluejays kwam hij terecht bij South Florida Bulls. Toen deze ploeg op stage was in Scandinavië kwam hij op de radar terecht van Örebro SK, dat Hines-Ike in januari 2016 een contract aanbood.

### KV Kortrijk
In juli 2018 ondertekende Hines-Ike een contract voor vijf seizoenen bij KV Kortrijk. Met de overstap was een transfersom gekend van 650.000 euro. Hines-Ike is daardoor de duurste inkomende transfer ooit voor Kortrijk. Zijn debuut in de Eerste klasse A maakte hij op 28 juli 2018 in de met 1–4 verloren thuiswedstrijd tegen RSC Anderlecht. Onder trainer Glen De Boeck mocht hij elf competitiewedstrijden op rij starten, maar in die elfde wedstrijd haalde De Boeck de Amerikaan na nauwelijks een halfuur naar de kant. De Amerikaan had het het hele resterende seizoen moeilijk om zich vast in het eerste elftal te knokken. Hines-Ike klokte in zijn debuutseizoen bij Kortrijk uiteindelijk af op 28 wedstrijden in alle competities.
Hines-Ike begon het seizoen 2019/20 met een propere lei: hij begon het seizoen weer als vaste waarde en speelde tijdens de heenronde zo goed als elke wedstrijd mee, maar na de wedstrijd tegen Club Brugge – waarin hij na nog geen minuut een strafschopfout beging op Eduard Sobol – werd hij geslachtofferd en verloor hij zijn plaats aan Tuta. Hines-Ike kreeg pas twee maanden opnieuw een kans tegen Cercle Brugge (invalbeurt in de slotfase) en STVV (basisplaats). Daarna verdween hij – weliswaar mede vanwege een spierblessure en de stopzetting van de competitie vanwege de coronapandemie – bijna een jaar uit beeld: op 12 december 2020 mocht hij tegen Oud-Heverlee Leuven de geblesseerde Trent Sainsbury vervangen. Hij bleef prompot acht competitiewedstrijden op rij in de basis staan. Kortrijk won in die periode van Standard Luik, KAA Gent en KRC Genk.

### DC United
Eind februari 2021 toonde DC United, de nieuwe club van ex-Beerschot-trainer Hernán Losada, interesse in Hines-Ike. Begin maart werd de uitleenbeurt van de Amerikaan geofficialiseerd.

## Clubstatistieken
| Seizoen     | Club        | Competitie          | Competitie | Competitie | Beker | Beker | Internationaal | Internationaal | Totaal | Totaal |
| Seizoen     | Club        | Competitie          | Wed.       | Dlp.       | Wed.  | Dlp.  | Wed.           | Dlp.           | Wed.   | Dlp.   |
| ----------- | ----------- | ------------------- | ---------- | ---------- | ----- | ----- | -------------- | -------------- | ------ | ------ |
| 2015/16     | Örebro SK   | Allsvenskan         | 17         | 1          | 2     | 1     | —              | —              | 19     | 2      |
| 2016/17     | Örebro SK   | Allsvenskan         | 29         | 1          | 4     | 0     | —              | —              | 33     | 1      |
| 2017/18     | Örebro SK   | Allsvenskan         | 13         | 0          | 5     | 1     | —              | —              | 18     | 1      |
| 2018/19     | KV Kortrijk | Eerste klasse A     | 25         | 1          | 3     | 0     | —              | —              | 28     | 1      |
| 2019/20     | KV Kortrijk | Eerste klasse A     | 15         | 0          | 1     | 0     | —              | —              | 16     | 0      |
| 2020/21     | KV Kortrijk | Eerste klasse A     | 8          | 0          | 1     | 0     | —              | —              | 9      | 0      |
| 2021        | → DC United | Major League Soccer | 0          | 0          | 0     | 0     | —              | —              | 0      | 0      |
| Club totaal | Club totaal | Club totaal         | 77         | 3          | 13    | 2     | 0              | 0              | 90     | 5      |

Bijgewerkt op 12 maart 2021